# 堂真理子
堂 真理子（どう まりこ、1981年9月21日 - ）は、テレビ朝日のアナウンサー。

## 来歴
東京都杉並区で育つ。13歳から5年間はスイスのチューリッヒで過す。桐朋女子高等学校、青山学院大学文学部英米文学科を卒業。

### 職務経歴
2004年4月、テレビ朝日に入社。
同月より、『ミュージックステーション』サブ司会（アシスタント）（ - 2008年9月12日）、『M.S.ミニステ』サブ司会（ - 2008年9月5日）、『ミュージックステーションスーパーライブ』サブ司会（ - 2007年12月）。
2005年4月5日より、『草野☆キッド』の進行補佐役（ - 2009年9月29日）。
2006年4月より、ニュース番組『やじうまプラス』のメイン司会（ - 2007年3月）。同年は上記番組に加え、『FINAシンクロワールドカップ2006』『愛のエプロン』などにも出演。
2007年、『世界競泳2007』『すくいず!』などにも出演（→#出演など）。10月より、『やじうまプラス』第1部の月・火担当。2008年より、月 - 水曜担当。
2009年、レギュラー番組に加え、映画『BALLAD 名もなき恋のうた』のプロモーションのために「廉姫アナ」として多数の番組に出演。
2010年4月より、『やじうまプラス』第2部のメイン司会（ - 2010年10月1日）。9月1日に第1子妊娠を公表、12月1日より産前産後休業に入り、2012年2月20日に『城島茂の週末ナビ ココイコ!』の番組進行役として現場復帰。
2013年8月21日に第2子妊娠を公表、11月29日の『スーパーJチャンネル』の放送を最後に産前産後休暇に入り、2015年4月に復職。
2015年10月より、『スーパーJチャンネル』平日版の「新着ニュース いま何が?」コーナー担当　（ - 2018年9月）。
2016年6月4日より、『おべんとレター。』のナレーター。
2018年12月2日より、『おかずのクッキング』のアシスタント。
上述以外にも、単発の番組、不定期番組、CMなど、出演多数（→#出演など）。

## 逸話
堂のマスコミ就職活動の方法は、青山学院大学の入学案内カタログにも紹介された。

## 資格・特技・趣味など
取得資格は、普通自動車運転免許、日本漢字能力検定3級、実用英語技能検定準1級、TOEIC 890点、ベビーマッサージ。特技は スノーボードである。
趣味はドラマ視聴、音楽鑑賞、プチ筋トレ、買い物、好きな本は『鉄道員』（浅田次郎）、『ユートピア』（湊かなえ）、『はらぺこあおむし』（作・絵：エリック・カール）。

## 私生活
2008年、仕事で知り合った4歳年上のソニー・ミュージックレコーズ勤務の会社員の男性と結婚。
2011年1月22日に第一子の長男を出産。2014年1月31日に第二子の長女を出産。

## 出演など
★：出演中

### テレビ
- 大下容子ワイド!スクランブル（コーナー担当、月・木・金曜日：- 2022年4月1日、金曜日：2022年4月8日 - ）★
- ABEMA Morning（木曜日：2022年4月7日 - ）★
- News Access（BS朝日、不定期）★
- ミュージックステーション（サブ司会、2004年4月 - 2008年9月12日）
  - ミニステ（サブ司会、2004年4月 - 2008年9月5日）
  - ミュージックステーションスーパーライブ（サブ司会、2004年4月 - 2007年12月）
- やじうまプラス
  - 第2部（総合司会〈月 - 木曜日〉：2006年4月3日 - 2007年3月29日、芸能〈月・火曜日〉：2009年3月30日 - 9月22日、芸能〈水・木曜日〉：2009年9月30日 - 2010年3月25日、総合司会：2010年3月29日 - 2010年10月1日）
  - 第1部曜日MC（月・火曜日：2007年10月1日 - 12月25日・2008年3月31日 - 2009年9月22日、月 - 水曜日：2008年1月7日 - 3月26日、水・木曜日：2009年9月30日 - 2010年3月25日）
- スーパーモーニング（月 - 木曜日、コーナー担当、2006年4月 - 5月）
- ワイド!スクランブル（大下容子不在時のピンチヒッター）
- イベントインフォ（不定期 - 2006年3月）
- てんこもり
- シンクロワールドカップ2006
- 愛のエプロン（エプロンガールズ、2006年下半期）
- 世界水泳メルボルン2007
- 世界競泳2007
- すくいず!「スポ★カジ」（2007年6月・9月）
- 勉強してきましたクイズ ガリベン（単発放送時1 - 5回）
- 新・日本百景 100年後に残したい日本の姿（BS朝日）
- ニチアサキッズタイム（ニチアサキッズタイム合体スペシャルとして2009春秋・2010春の司会担当）
- 名探偵の掟（アナウンサー役、2009年5月22日）
- アナログ芸能人撲滅ツアーズ!最新デジタル家電で超快適マル得ライフ!!（司会、2009年5月24日）
- 草野☆キッド（2005年4月5日 - 2009年9月29日）
- フィギュアスケートグランプリシリーズ2009
- 速報!スポーツLIVE（メインキャスター、2009年11月8日 - 2010年3月）
- 天才をつくる!ガリレオ脳研（司会、2010年4月17日 - 6月12日[11]）
- トリハダ（秘）スクープ映像100科ジテン（MC、2010年6月18日）
- ナニコレ珍百景（進行アシスタント、2008年1月23日 - 2010年12月15日）
- テレ朝チャンネルニュース（CSテレ朝チャンネル、不定期）※BS朝日の『News Access』と同形態の番組
- スーパーJチャンネル（平日版、ニュースコーナー担当）
  - 全曜日（2013年4月1日 - 11月29日、2015年9月28日 - 2017年3月31日）
  - 月・金曜日（2017年4月3日 - 2018年9月28日）
- 堂本剛の正直しんどい（ゲスト出演）
- ロンドンハーツ（不定期出演）
- アドレな!ガレッジ（ゲスト出演）
- 賢コツ!!
- タモリ倶楽部（不定期出演）
- 節約エコレシピ名人
- VERSUS（司会）
- あさナビ（司会、2012年4月7日 - 2013年9月28日）
- いま世界は[12]（BS朝日、2015年4月5日 - 9月27日）
- 鳥越俊太郎 医療の現場!（BS朝日、2015年4月 - 9月、野村真季の後任）
- 天才キッズ全員集合〜君ならデキる!!〜（進行、2017年10月16日 - 2018年2月5日）
- おべんとレター。（ナレーター、2020年3月29日 - ）
- おかずのクッキング（アシスタント、2018年12月2日 - 2022年3月26日）
- 激レアさんを連れてきた。（2024年1月29日、テレビ朝日）MCの弘中綾香アナウンサーが2023年10月23日の放送をもって産休入りしたため、代役としてこの日に登場[13]。
- 激レアさんを連れてきた。（2024年4月15日、テレビ朝日）週替わりで代役MCが登場するなか、2度目のMCを務めた[14]。

### CM
- 日清食品「どん兵衛」（2008年12月31日）
- 朝日新聞・テレビ朝日 コラボCM（2009年2月4日 - 2月13日）
- ワルキューレプロモーションCM（映画、2009年）
- 「EZニュースEX」のCM（auとテレビ朝日コラボレーション企画。2008 - 2009年ころに開始。au公式ページの動画、店舗に置いてあるパンフレットに登場。）

### その他
- 有料情報配信サービスEZニュースEX（朝日新聞社・テレビ朝日・KDDI合同、プロモーション映像）

### Voice
テレビ朝日アナウンサーによる舞台
Voice5 Returns'（2006年9月23日、24日）
- 演劇『愛のテレ朝内閣』 総理大臣秘書役

Voice6（2009年2月28日、3月1日）
- 演劇『ヴィーナス・エスケープ』 新婚アナ役

### DVD
- 完売劇場INSIGHT
- 草野☆キッド[t 2]
  - Vol.1 「変」
  - Vol.2 「幻」
  - Vol.3 「自」
  - Vol.4 「在」

## 雑誌連載
- CDでーた（2004年6月号 - 2005年3月号、全10回）